# Марія Тереза Браганса
Марія Тереза Браганса (порт. Maria Teresa de Bragança), повне ім'я Марія Тереза Кароліна Мікаела Ана Жозефіна Антонія Франциска де Асіз і де Паула Брігіда Піа Герардіна Северіна Інасія Луїза Естаніслау Йогана Полікарпа (нар. 26 січня 1881 — пом. 17 січня 1945) — представниця португальської знаті, донька претендента на трон Португалії Мігеля Браганси та принцеси Турн-унд-Таксіс Єлизавети, дружина принца Турн-унд-Таксіс Карла Людвіга.

## Біографія
Марія Тереза народилась 26 січня 1881 в Йоденбурзі. Вона стала єдиною донькою та третьою в родині претендента на португальський трон Мігеля Браганси та його першої дружини Єлизавети Турн-унд-Таксіс. В сім'ї вже зростали сини Мігель та Франц Йозеф. Матір померла невдовзі після народження дівчинки. Батько одружився вдруге, коли Марії Терезі було вже дванадцять.
У 19 років пошлюбилася із родичем з мателинського боку, Карлом Людвігом Турн-унд-Таксіс, що був вдвічі старшим за неї. Весілля відбулося 22 травня 1900-го у Регенсбурзі. Невдовзі принцеса завагітніла, та після мертвонародженої доньки у лютому наступного року, пара довго не мала дітей. Лише у 1913 народився їхній єдиний син Максиміліан (1913—1928)
Карл Людвіг помер взимку 1942. Марія Тереза пережила його на три роки.